# Ola de calor en Argentina de 2023
La ola de calor en Argentina en 2023 fue un fenómeno de calor extremo extraordinariamente tardío que se produjo desde el 28 de febrero hasta el 20 de marzo de ese año, principalmente en la zona centro del país, así como también en las zonas norte y litoral. 
Fue la ola de calor más extensa vivida en Argentina desde la ola de calor en 2013, afectando sobre todo a las provincias de Buenos Aires, Santa Fe, Córdoba, y todas las norteñas en donde múltiples ciudades registraron temperaturas récord.
Se caracterizó por ser un fenómeno de calor inusual, no sólo por la duración del fenómeno, sino también por la magnitud de temperaturas en el mes que ocurre, ya que en el mes de marzo en la Argentina tiende a ocurrir una bajada de temperatura correspondiente al comienzo del otoño.
La ola de calor es asociada al anticiclón del Atlántico, a un nuevo fenómeno de La Niña extremadamente intenso en el Pacífico y a los efectos regionales del cambio climático. Una ola de calor se caracteriza por un marcado y sostenido aumento en las temperaturas, especialmente las máximas, ocurriendo en varias ciudades, por encima de lo considerado extremo.

## Meteorología
Según el Servicio Meteorológico Nacional, la ola de calor se debe a la existencia de altas presiones que generan un bloqueo atmosférico que interactúa con un constante aporte de aire cálido proveniente del norte por un sistema de alta presión del océano Atlántico sur, esto genera la presencia de altas temperaturas persistentes e inusualmente tardías para la época del año.

## Zonas afectadas
El Servicio Meteorológico Nacional comunica, a través de sus partes diarios, informes sobre el desarrollo de la ola de calor. El mismo cubre el centro y norte del país, abarcando 18 provincias, a las que se le suman dos si se considera el norte de la Patagonia.
| Temperaturas máximas registradas en marzo de 2023 | Temperaturas máximas registradas en marzo de 2023 | Temperaturas máximas registradas en marzo de 2023 | Temperaturas máximas registradas en marzo de 2023 |
| ------------------------------------------------- | ------------------------------------------------- | ------------------------------------------------- | ------------------------------------------------- |
| Ciudad                                            | Provincia                                         | Fecha                                             | Temperatura (ºC)                                  |
| Santa Rosa                                        | La Pampa                                          | 3 de marzo de 2023                                | 40.7 °C                                           |
| Nueve de Julio                                    | Buenos Aires                                      | 2 de marzo de 2023                                | 40.0 °C                                           |
| Ezeiza                                            | Buenos Aires                                      | 11 de marzo de 2023                               | 39.6 °C                                           |
| El Palomar                                        | Buenos Aires                                      | 2 de marzo de 2023                                | 39.5 °C                                           |
| Laboulaye                                         | Córdoba                                           | 5 de marzo de 2023                                | 39.3 °C                                           |
| Bahía Blanca                                      | Buenos Aires                                      | 3 de marzo de 2023                                | 39.2 °C                                           |
| Mariano Moreno                                    | Neuquén                                           | 2 de marzo de 2023                                | 39.2 °C                                           |
| Moreno                                            | Buenos Aires                                      | 2 de marzo de 2023                                | 39.2 °C                                           |
| Pehuajó                                           | Buenos Aires                                      | 3 de marzo de 2023                                | 39.1 °C                                           |
| Morón                                             | Buenos Aires                                      | 2 de marzo de 2023                                | 38.9 °C                                           |
| Buenos Aires                                      | Buenos Aires                                      | 11 de marzo de 2023                               | 38.6 °C                                           |
| La Plata                                          | Buenos Aires                                      | 2 de marzo de 2023                                | 38.6 °C                                           |
| Junín                                             | Buenos Aires                                      | 2 de marzo de 2023                                | 38.5 °C                                           |
| San Fernando                                      | Buenos Aires                                      | 2 de marzo de 2023                                | 38.3 °C                                           |
| Coronel Pringles                                  | Buenos Aires                                      | 3 de marzo de 2023                                | 38.1 °C                                           |
| Buenos Aires                                      | Buenos Aires                                      | 2 de marzo de 2023                                | 38.0 °C                                           |
| Rosario                                           | Santa Fe                                          | 5 de marzo de 2023                                | 37.4 °C                                           |
| Villa Gesell                                      | Buenos Aires                                      | 3 de marzo de 2023                                | 36.0 °C                                           |

## Impacto

#### Suministro de energía
Durante la ola de calor, se produjeron nuevos récords de demanda de energía eléctrica a nivel nacional, por encima de 28 500 MW. El 1 de marzo, ocurrió un apagón masivo que afectó a más de 6 millones de usuarios en el norte y centro del país, afectando a la mitad del país. Según la Secretaría de Energía, ocurrió un incendio de pastizales que afectó una línea de tensión, a la que la central Atucha I suspendió sus actividades preventivamente. también el resto de los días se registraron intensas subas y bajas en la cifra de hogares sin luz

#### Incendios y agricultura
En medio de la ola de calor, la combinación de altas temperaturas y una sequía histórica propició incendios forestales en zonas como en la Reserva ecológica Costanera Sur y los Esteros del Iberá, que afectó a la agricultura de la debilitada economía argentina y que provocó un aumento considerable en el precio de varios productos agropecuarios como huevos o verduras. Los cultivos de soja y maíz, principales cosechas del país, sufren el impacto del calor extremo.
El tiempo de altísimas temperaturas y la ausencia de lluvias permitió la proliferación de Thysanoptera, pequeñísimos insectos que invadieron la provincia.